# 펠릭스 듀브론트
펠릭스 안토니오 듀브론트(스페인어: Felix Antonio Doubront 두브론트[*], 1987년 10월 23일~)는 베네수엘라의 야구 선수이다.

## 선수 경력
2010년에 보스턴 레드삭스에 입단하였다.
2018년 9월 롯데 자이언츠와 총액 100만 달러의 계약을 맺고 조쉬 린드블럼을 대체할 투수로 입단하였다. 하지만 2016년 팔꿈치 인대 접합 수술을 받은 전적 탓인지 그해 9월 12일 25경기 선발로 등판해 6승 9패 평균자책점 4.92로 부진하여 특히 아시안게임 이후 2회 등판, 각각 3.1이닝, 2.2이닝 6실점하면서 1선발로서의 활약을 보여주지 못하고 결국 시즌 도중 웨이버 공시되었다. 